# Rochester Royals 1954-1955
La stagione 1954-55 dei Rochester Royals fu la 7ª nella NBA per la franchigia.
I Rochester Royals arrivarono terzi nella Western Division con un record di 29-43. Nei play-off persero la semifinale di division con i Minneapolis Lakers (2-1).

## Roster
| N° | Naz.                   | Ruolo | Sportivo        | Anno | Alt. | Peso |
| -- | ---------------------- | ----- | --------------- | ---- | ---- | ---- |
| 3  | Stati Uniti (bandiera) | G     | Jack McMahon    | 1928 | 185  | 84   |
| 9  | Stati Uniti (bandiera) | G     | Bobby Wanzer    | 1921 | 183  | 77   |
| 10 | Stati Uniti (bandiera) | AC    | Jack Coleman    | 1924 | 201  | 88   |
| 11 | Stati Uniti (bandiera) | GA    | Bob Davies      | 1920 | 183  | 79   |
| 12 | Stati Uniti (bandiera) | AC    | Don Henriksen   | 1929 | 201  | 102  |
| 14 | Stati Uniti (bandiera) | AC    | Arnie Risen     | 1924 | 206  | 91   |
| 15 | Stati Uniti (bandiera) | G     | Odie Spears     | 1924 | 196  | 93   |
| 16 | Stati Uniti (bandiera) | GA    | Tom Marshall    | 1931 | 193  | 98   |
| 17 | Stati Uniti (bandiera) | A     | Boris Nachamkin | 1933 | 198  | 95   |
| 18 | Stati Uniti (bandiera) | AC    | Cal Christensen | 1927 | 196  | 95   |
| 20 | Stati Uniti (bandiera) | AC    | Art Spoelstra   | 1932 | 206  | 100  |

## Staff tecnico
- Allenatore: Les Harrison